# تور كاماتا
تور كاماتا (بالإنجليزية: Tor Kamata)‏ هو مصارع محترف أمريكي، ولد في 9 مارس 1937 في هونولولو في الولايات المتحدة، وتوفي في 23 يوليو 2007 في ساسكاتون في كندا.

## روابط خارجية
- تور كاماتا على موقع CageMatch worker (الإنجليزية)
- تور كاماتا على موقع قاعدة بيانات المصارعة على الإنترنت (الإنجليزية)